# Fußballländerspiel Türkei – Schweiz 2005
Das Fußballländerspiel Türkei – Schweiz 2005, in der Schweiz als Schande von Istanbul bezeichnet, war das Rückspiel der Relegationsrunde in der Qualifikation zur Fußball-Weltmeisterschaft 2006. Am 16. November 2005 trat die türkische Fußballnationalmannschaft gegen die Schweizer Fussballnationalmannschaft in Istanbul an; das Hinspiel in der Schweiz hatten die Schweizer mit 2:0 gewonnen. Nach einem hitzigen Spiel verlor die Schweizer Nationalmannschaft das Rückspiel mit 2:4, die Auswärtstorregel gab den Ausschlag dafür, dass sich die Schweiz für die Weltmeisterschaft qualifizierte. Kurz nach Spielende wurde die Schweizer Mannschaft durch türkische Anhänger mit Gegenständen beworfen und von einem türkischen Assistenztrainer angegangen. In der Folge kam es zu Handgreiflichkeiten zwischen Angehörigen beider Mannschaften und Sicherheitskräften.

## Vorgeschichte
Bereits im Hinspiel war die Stimmung aufgeheizt: Die türkische Nationalmannschaft wurde in der Schweiz unfreundlich empfangen, vor Spielbeginn wurde während des Abspielens der türkischen Nationalhymne gepfiffen. Im Vorfeld des Rückspiels kam es zu Racheaktionen. Bereits am Istanbuler Flughafen wurde die Schweizer Mannschaft respektlos empfangen, Spieler – sie standen in der gleichen Schlange wie Journalisten und Anhänger – wurden am Zoll angehalten, der Empfang des Gepäcks wurde verzögert und türkische Flughafenangestellte sangen Schlachtgesänge, während türkische Anhänger die Mannschaft mit Plakaten, auf denen Sprüche wie «Willkommen in der Hölle» oder «Hurren Son Frei» (beides auf Deutsch) standen, empfingen. Während der Fahrt mit dem Bus wurde dieser mit Eiern, Tomaten und Steinen beworfen.

## Spielverlauf
Bereits nach zwei Minuten gelang der Schweiz der Führungstreffer. Nach einem Handspiel von Alpay Özalan verwandelte Alexander Frei den Strafstoß zur Schweizer Führung; durch Addition von Hin- und Rückspiel führte die Schweiz zu diesem Zeitpunkt mit 3:0. Die Türkei musste zu diesem Zeitpunkt vier Tore erzielen, um die Teilnahme zur Weltmeisterschaft zu erreichen. Bereits vier Minuten nach dem 0:1 hatte Hakan Şükür die Chance zum Ausgleich, die Pascal Zuberbühler jedoch vereiteln konnte. Im Laufe des Spiels wurde die Türkei immer stärker; Tuncay Şanlı belohnte die türkischen Bemühungen in der 24. Minute mit dem Ausgleich per Kopfball nach einer Flanke. Die Gäste aus der Schweiz waren nun völlig im eigenen Strafraum eingekesselt. Lediglich Ricardo Cabanas hatte nach 35 Minuten eine gute Torchance. Drei Minuten später brachte Tuncay Şanlı die Türkei mit 2:1 in Führung. Nach einem Zweikampf zwischen dem Schweizer Stürmer Marco Streller und dessen türkischen Gegenspieler Serhat Akın pfiff der belgische Schiedsrichter Frank De Bleeckere in der zweiten Halbzeit Elfmeter für die Türkei. Necati Ateş verwandelte diesen in der 52. Minute zum 3:1 für die Türkei.
Mit einem Gesamtergebnis von 3:3 war zu diesem Zeitpunkt aufgrund der Auswärtstorregel die Schweiz für die Weltmeisterschaft qualifiziert. Hakan Şükür hatte nach 62 Minuten die Chance zum 4:1, jedoch verstolperte er freistehend vor Zuberbühler. Nur drei Minuten danach hatte Frei die Chance; allerdings vergab er aus elf Metern. Wiederum vier Minuten später ließ Frei nach einer Ecke eine Chance liegen. Im Verlauf der zweiten Halbzeit gab es jeweils drei gelbe Karten auf beiden Seiten. Schüsse auf das Schweizer Tor gab es erst wieder ab der 75. Minute. Ergün Penbe verfehlte in der 78. Minute das Gehäuse der Gäste sehr knapp. Eine Minute später umspielte Streller im türkischen Strafraum den herausgeeilten Volkan Demirel, jedoch vergab er diese Großchance anschließend. Ein weiteres Tor hätte den Türken genügt, um sich für die WM 2006 zu qualifizieren. Stattdessen schlossen die Schweizer in der 84. Minute einen Konter erfolgreich ab. Marco Streller vollendete zum 3:2. Die Türken trafen mit Tuncay Şanlıs drittem Treffer vier Minuten danach noch zum 4:2, wobei es blieb.
| Türkei                                                  | Türkei | Schweiz | Schweiz |
| ------------------------------------------------------- | --- | --- | ------- |
| Türkei                                                  | \| Rückspiel Relegation der WM-Qualifikation \| \| 16. November 2005 in Istanbul (Şükrü-Saracoğlu-Stadion) \| \| Ergebnis: 4:2 (2:1) \| \| Zuschauer: 42.000 \| \| Schiedsrichter: Frank De Bleeckere ( Belgien) \|                               | \| Rückspiel Relegation der WM-Qualifikation \| \| 16. November 2005 in Istanbul (Şükrü-Saracoğlu-Stadion) \| \| Ergebnis: 4:2 (2:1) \| \| Zuschauer: 42.000 \| \| Schiedsrichter: Frank De Bleeckere ( Belgien) \|                                                              | Schweiz |
| Türkei                                                  | Volkan Demirel – Alpay Özalan, Tolga Seyhan – Hamit Altıntop, Emre Belözoğlu (82. Yıldıray Baştürk), Ergün Penbe, Şelçuk Sahin – Serhat Akın (69. Tümer Metin), Necati Ateş (81. Fatih Tekke), Tuncay Şanlı, Hakan Şükür Cheftrainer: Fatih Terim | Pascal Zuberbühler – Philipp Degen (46. Valon Behrami), Patrick Müller, Philippe Senderos, Christoph Spycher – Tranquillo Barnetta, Ricardo Cabanas, Daniel Gygax (33. Marco Streller, 86. Benjamin Huggel), Johann Vogel, Raphael Wicky – Alexander Frei Cheftrainer: Köbi Kuhn | Schweiz |
| Türkei                                                  | 1:1 Şanlı (24.) 2:1 Şanlı (38.) 3:1 Ateş (52., Foulelfmeter) 4:2 Şanlı (88.) | 0:1 Frei (2., Handelfmeter) 3:2 Streller (84.) | Schweiz |
| Türkei                                                  | Şahin (18.), Seyhan (44.), Penbe (66.), Metin (73.), Belözoğlu (82.) | Degen (10.), Streller (52.), Zuberbühler (63.), Behrami (67.) | Schweiz |
| Rückspiel Relegation der WM-Qualifikation               | | |         |
| 16. November 2005 in Istanbul (Şükrü-Saracoğlu-Stadion) | | |         |
| Ergebnis: 4:2 (2:1)                                     | | |         |
| Zuschauer: 42.000                                       | | |         |
| Schiedsrichter: Frank De Bleeckere ( Belgien)           | | |         |

## Nach dem Spiel
Kurz nach dem Schlusspfiff rannten die Schweizer Spieler in die Kabine, nachdem türkische Anhänger sie mit Gegenständen beworfen hatten. Im Kabinengang kam es dann zu Angriffen von Sicherheitskräften und türkischen Ersatzspielern auf Ersatzspieler der Schweizer Mannschaft. Laut Pierre Benoît, dem Pressesprecher der Schweizer Mannschaft, wurde der Reservespieler Stéphane Grichting in den Unterleib getreten und musste daraufhin ins Krankenhaus eingeliefert werden. Der  Torwarttrainer Erich Burgener wurde durch ein Wurfgeschoss am Auge getroffen. Auslöser für die Tumulte war der  damalige Co-Trainer der Türkei, Mehmet Özdilek. Fernsehbilder zeigen Özdilek, wie dieser versucht, einem Mitglied der Schweizer Mannschaft ein Bein zu stellen. Daraufhin wurde Özdilek von Benjamin Huggel, einem Spieler der Schweizer, gegen den Oberschenkel getreten.

## Reaktionen
Angehörige der Schweizer Auswahl zeigten sich sehr schockiert über die Ereignisse. Köbi Kuhn, Trainer der Schweizer, sprach von einer „Verfolgung bis zur Kabine“. Der Spieler Raphael Wicky sagte gegenüber der deutschen Zeitschrift Stern: „Sie haben auf uns eingeprügelt.“ In einigen türkischen Medien wurde Sepp Blatter, der Präsident der FIFA, aufgrund seiner Schweizer Herkunft als sehr parteiisch gegenüber der Schweizer Mannschaft dargestellt. Andere zeigten sich selbstkritisch.

## Sanktionen
Der türkische Verband wurde zu einer Geldstrafe von 200 000 Schweizer Franken (zuzüglich Verfahrenskosten von 20 000 Franken) verurteilt. Die Nationalmannschaft bekam zudem aufgrund der vorliegenden Beweise eine Platzsperre auferlegt und musste sechs Heim-Pflichtspiele außerhalb der Türkei austragen.
Auch einzelne Spieler und Funktionäre beider Mannschaften wurden sanktioniert. Emre Belözoğlu und Alpay Özalan mussten je 15 000 Franken (zuzüglich Verfahrenskosten von je 1000 Franken) bezahlen und wurden für sechs Pflichtspiele gesperrt, Serkan Balcı für zwei Pflichtspiele bei einer Geldstrafe von 5000 Franken (+ 500 Franken Verfahrenskosten). Benjamin Huggel musste ebenfalls sechs Pflichtspiele aussetzen und 15 000 Franken (zuzüglich 500 Franken Verfahrenskosten) bezahlen. Der türkische Assistenztrainer Mehmet Özdilek wurde für ein Jahr von allen fußballerischen Aktivitäten innerhalb des FIFA-Raums gesperrt und erhielt eine Geldstrafe von 15 000 Franken (+ 1000 Franken Verfahrenskosten). Der Physiotherapeut der Schweizer Elf, Stephan Meyer, wurde für zwei Pflichtspiele gesperrt und zu 6500 Franken Geldstrafe verurteilt (zuzüglich 500 Franken Verfahrenskosten).

## Aufeinandertreffen nach 2005
Das nächste Aufeinandertreffen folgte in der Gruppenphase bei der Europameisterschaft 2008, dessen Co-Gastgeber die Schweiz war. In diesem Spiel ging die Schweizer Mannschaft durch den türkischstämmigen Spieler Hakan Yakin mit 1:0 in Führung, doch durch ein spätes Tor von Arda Turan gewann die Türkei mit 2:1, womit die Eidgenossen vorzeitig aus dem Wettbewerb ausschieden.